# Dioscore punctifimbria
Dioscore punctifimbria är en fjärilsart som beskrevs av W. Warren 1903. Dioscore punctifimbria ingår i släktet Dioscore och familjen mätare. Inga underarter finns listade i Catalogue of Life.